# Список двигателей Daihatsu
Двигатели Daihatsu — разновидности автомобильных двигателей внутреннего сгорания, которые применяются, в основном, в автомобилях собственных брендов (Daihatsu, Toyota и Perodua) и многочисленных брендов по всему миру.

## A
Daihatsu A — серия компактных рядных двухцилиндровых двигателей рабочим объёмом от 0,55 до 0,62 л.

## C
Daihatsu C — серия рядных трёхцилиндровых бензиновых и дизельных двигателей рабочим объёмом от 0,84 до 1,0 л.

## D
Daihatsu D — серия восьмиклапанных рядных четырёхцилиндровых четырёхтактных дизельных двигателей с водяным охлаждением.

### DE
- Рабочий объём: 2270 см3
- Диаметр цилиндра и ход поршня: 83,3 мм x 104,0 мм
- Мощность: 63 л. с. при 3600 об/мин
- Применения:
  - Daihatsu DO13T
  - Daihatsu D200[1]
  - Daihatsu Light Bus (SV22N/SV27N)[2]

### DG
- Рабочий объём: 2530 см3
- Диаметр цилиндра и ход поршня: 88,0 мм x 104,0 мм
- Степень сжатия: 21,0:1
- Мощность: 62—75 л. с. при 3300—3500 об/мин
- Крутящий момент: 135—172 Н⋅м при 2200—2400 об/мин
- Применения:
  - Daihatsu D300
  - Daihatsu Delta (DV26/SV18L/SV26/V20/V22/V24)
  - Daihatsu Light Bus (SV32N/SV37N)
  - Daihatsu Taft (F50)

### DL
- Рабочий объём: 2765 см3
- Диаметр цилиндра и ход поршня: 92,0 мм x 104,0 мм
- Кодовые обозначения атмосферных двигателей: DL42/43
- Кодовые обозначения турбированных двигателей: DL50/51
- Кодовые обозначения турбированных двигателей с интеркулером: DL52/62
- Мощность: 69—115 л. с. при 3400—3800 об/мин
- Крутящий момент: 152—255 Н⋅м при 1900—2200 об/мин
- Степень сжатия: 21,2:1
- Применения:
  - Daihatsu Delta (V57/58/82/83)
  - Daihatsu Rugger (F70/75)
  - Daihatsu Taft (F60)

Примечание: также выпускался безымянный четырёхцилиндровый дизельный двигатель с водяным охлаждением объёмом 1484 см3, мощностью 40 л. с. при 3800 об/мин, устанавливавшийся на Daihatsu D-150 (1960—1962), выпуск которого начался до появления двигателя DE.

## E
Daihatsu E — рядный трёхцилиндровый двигатель рабочим объёмом от 0,5 до 1,0 л.

## F
Daihatsu F — серия восьмиклапанных рядных четырёхцилиндровых двигателей с водяным охлаждением и клапанным механизмом OHV.

### FA
- Рабочий объём: 1490 см3
- Диаметр цилиндра и ход поршня: 78,0 мм x 78,0 мм
- Степень сжатия: 8,2:1
- Мощность: 68—70 л. с. при 4800 об/мин
- Крутящий момент: 128 Н⋅м при 3600 об/мин
- Применения:
  - Daihatsu BO/CF/CM
  - Daihatsu Delta 1500
  - Daihatsu F100/F175/Daihatsu Hi-Line
  - Daihatsu Light Bus DV200N/SV151N/SV16N
  - Daihatsu V100/150/200

### FB
- Рабочий объём: 1861 см3
- Мощность: 80—85 л. с. при 4600 об/мин[3]
- Крутящий момент: 152 Н⋅м
- Применения:
  - Daihatsu CO
  - Daihatsu Delta 2000[4]
  - Daihatsu F200
  - Daihatsu Light Bus DV201N/NR250/NR251/SV20N
  - Daihatsu V200

### FC
- Рабочий объём: 797 см3
- Диаметр цилиндра и ход поршня: 62,0 мм x 66,0 мм
- Мощность: 39—41 л. с. при 5000 об/мин
- Крутящий момент: 63,7 Н⋅м при 3500 об/мин
- Применения:
  - Daihatsu Compagno 800
  - Daihatsu New Line
- Мощность: 50 л. с. при 6500 об/мин
- Применение:
  - Daihatsu Sport Vignale (концепт-кар)[5]

### FD
- Рабочий объём: 2433 см3
- Мощность: 95 л. с.
- Применения:
  - Daihatsu Light Bus DV30N/SV30N/SV35N
  - Daihatsu V300

### FE
- Рабочий объём: 958 см3
- Диаметр цилиндра и ход поршня: 68,0 мм x 66,0 мм
- Количество карбюраторов: 1
- Степень сжатия: 7,8:1
- Мощность: 40—43 кВт (55—58 л. с.) при 5500 об/мин
- Крутящий момент: 77—78 Н⋅м при 4000 об/мин
- Применения:
  - Daihatsu Compagno 1000
  - Daihatsu Consorte 1000 HL/TL/PS
  - Daihatsu Taft (F10)
- Количество карбюраторов: 2
- Степень сжатия: 9,5:1
- Мощность: 48 кВт (65 л. с.) при 6500 об/мин
- Крутящий момент: 76,5 Н⋅м при 4500 об/мин
- Применение:
  - Daihatsu Compagno Spider/1000GT
- Мощность (со впрыском топлива): 65 л. с.
- Применение:
  - Daihatsu Compagno 1000GT Injection

#### R92A/B
Гоночные двигатели R92 основаны на расточённом двигателе FE. Их рабочий объём увеличен с 958 до 1261 см3, а диаметр цилиндра составляет 78,0 мм (как и в случае с двигателем FA). Новый двигатель, получивший название R92A, устанавливался на Daihatsu P3 (1965—1966) и Daihatsu P5 (1967). Клапанный механизм — DOHC. Количество клапанов увеличено с 8 до 16. Первоначально мощность составляла 81 кВт (110 л. с.), а позже она была увеличена до 96 кВт (130 л. с.) при 8000 об/мин.
В 1968 году рабочий объём двигателя был увеличен до 1298 см3, а диаметр цилиндра и ход поршня составили 78,5 мм x 67,1 мм. Также двигатель был оснащён двумя карбюраторами Mikuni-Solex 50PHH. Новое название — R92B. Мощность составляет 103 кВт (140 л. с.) при 8000 об/мин, а крутящий момент — 127 Н⋅м при 7000 об/мин.

## H
Daihatsu H — серия 16-клапанных рядных четырёхцилиндровых бензиновых двигателей SOHC рабочим объёмом от 1,3 до 1,6 л с водяным охлаждением.

## J
Daihatsu J — серия рядных четырёхцилиндровых двигателей, разработанных для кей-каров Daihatsu совместно с Yamaha. Двигатели выпускались с августа 1994 по август 2012 года. На Copen двигатели устанавливались с двойным турбонаддувом и интеркулером.
Daihatsu J считается первым и последним рядным четырёхцилиндровым двигателем для кей-каров Daihatsu. Двигатель дебютировал в Daihatsu Mira L502, который был запущен в производство в сентябре 1994 года. На автомобили Daihatsu Copen второго поколения устанавливается двигатель KF-DET I3 с турбонаддувом.

## K
Daihatsu K3/KJ/KSZ — серия рядных четырёхцилиндровых двигателей рабочим объёмом от 1,0 до 1,5 л.

## KF
Daihatsu KF — серия рядных трёхцилиндровых 12-клапанных двигателей DOHC с водяным охлаждением объёмом 658 см3, предназначенных для кей-каров. Пришли на смену двигателям серии EF.

## KR
Рядные трёхцилиндровые двигатели объёмом 996 см3, разработанные и произведённые компанией Daihatsu (также выпускались компанией Toyota под индексом 1KR-FE), применялись во многочисленных городских автомобилях на платформах Daihatsu Global A Segment Platform и DNGA.

## NR
NR — серия рядных четырёхцилиндровых двигателей DOHC с двойным VVT-i рабочим объёмом от 1,2 до 1,5 л. Двигатели выпускаются в Индонезии компанией PT Astra Daihatsu Motor, в Малайзии компанией Perodua и в Таиланде компанией Toyota. Кодовое обозначение — «VE» (для двигателей Daihatsu с системой VVT-i и чугунным блоком цилиндров), «FE» (для двигателей Toyota с клапанным механизмом DOHC, впрыском топлива и блоком цилиндров из алюминиевого сплава) или «VEX» (для гибридных автомобилей).

### 1NR-VE
- Рабочий объём: 1,3 л (1329 см3)
- Диаметр цилиндра x ход поршня: 72,5 мм × 80,5 мм
- Степень сжатия: 11—11,5:1
- Мощность: 95—98 л. с. при 6000 об/мин
- Крутящий момент: 120—122 Н⋅м при 4000—4200 об/мин
- Применения:
  - Daihatsu Xenia/Toyota Avanza (2015 — настоящее время)
  - Perodua Bezza (2016 — настоящее время)
  - Perodua Myvi/Daihatsu Sirion (2017 — настоящее время)
  - Toyota Vios/Yaris Sedan (2022 — настоящее время)

### 2NR-VE
- Рабочий объём: 1,5 л (1496 см3)
- Диаметр цилиндра x ход поршня: 72,5 мм × 90,6 мм
- Степень сжатия: 10,5—11,5:1
- Мощность: 104—106 л. с. при 6000 об/мин
- Крутящий момент: 136—138 Н⋅м при 4200 об/мин
- Применения:
  - Daihatsu Xenia/Toyota Avanza (2015 — настоящее время)
  - Daihatsu Terios/Toyota Rush (2017 — настоящее время)
  - Perodua Myvi (2017 — настоящее время)
  - Perodua Aruz (2019 — настоящее время)
  - Daihatsu Grand Max/Toyota LiteAce/TownAce/Mazda Bongo (2020 — настоящее время)
  - Perodua Alza (2022 — настоящее время)
  - Toyota Veloz (2022 — настоящее время)
  - Toyota Vios/Yaris Sedan (2022 — настоящее время)

### 2NR-VEX
- Рабочий объём: 1,5 л (1496 см3)
- Диаметр цилиндра x ход поршня: 72,5 мм × 90,6 мм
- Мощность:
  - ДВС: 91 л. с.
  - Электродвигатель (1NM): 80 л. с.
  - Суммарная мощность: 111 л. с.
- Крутящий момент:
  - ДВС: 121 Н⋅м
  - Электродвигатель (1NM): 141 Н⋅м
- Применения:
  - Toyota Yaris Cross Hybrid (2023 — настоящее время)

### 3NR-VE
- Рабочий объём: 1,2 л (1197 см3)
- Диаметр цилиндра x ход поршня: 72,5 мм × 72,5 мм
- Степень сжатия: 10,5:1
- Мощность: 88—94 л. с. при 6000 об/мин
- Крутящий момент: 108—110 Н⋅м при 4200 об/мин
- Применения:
  - Daihatsu Sigra/Toyota Calya (2016 — настоящее время)
  - Daihatsu Ayla/Toyota Agya/Wigo (2017—2023)
  - Toyota Yaris Ativ (2022 — настоящее время)

## Одноцилиндровые двигатели
Серия одноцилиндровых четырёхтактных двигателей Daihatsu с водяным охлаждением, устанавливавшихся на трёхколёсные грузовые автомобили.

### GK
Рабочий объём составляет 736 см3, а мощность — 14,5 л. с.
- Daihatsu SK
- Daihatsu SSR

### GT
Рабочий объём составляет 744 см3, диаметр цилиндра и ход поршня — 95,0 мм x 105,0 мм, степень сжатия — 4,8:1, мощность — 15,8 л. с. при 3500 об/мин, а крутящий момент — 38 Н⋅м при 2000 об/мин.

## V-Twin
Серия двухцилиндровых двигателей OHV с воздушным охлаждением под углом наклона 90°, применявшихся в различных автомобилях Daihatsu с 1930-х по начало 1960-х годов.

### 2HA
Daihatsu 2HA — горизонтальный двигатель, применявшийся в Daihatsu Bee (1951—1952). Двигатель рабочим объёмом 540 см3 развивает мощность 9,9 кВт (13,3 л. с.), в то время как двигатель рабочим объёмом 804 см3 развивает мощность 13,2 кВт (17,8 л. с.).

### GLA
Рабочий объём составляет 751 см3, диаметр цилиндра и ход поршня — 75,0 мм x 85,0 мм, степень сжатия — 6,5:1, мощность — 25 л. с. при 3800 об/мин, крутящий момент — 52 Н⋅м при 3000 об/мин.
- Daihatsu PF
- Daihatsu PL7
- Daihatsu SKC

### GMA
Рабочий объём составляет 1135 см3, мощность — 35 л. с.
- Daihatsu BF/BM
- Daihatsu CM/CO
- Daihatsu PM
- Daihatsu RKM
- Daihatsu UM

### GOB
Рабочий объём составляет 1477 см3, диаметр цилиндра и ход поршня — 97,0 мм x 100,0 мм, степень сжатия — 6,3:1, мощность варьируется от 45 до 53 л. с.
- Daihatsu RKO[13]
- Daihatsu UO
- Daihatsu Vesta[14]

### 732 см3
- Daihatsu FA

### 854 см3
- Daihatsu SKD

### 1005 см3
Мощность: 30 л. с.
- Daihatsu RKF
- Daihatsu SSH
- Daihatsu UF

### 1431 см3
- Daihatsu SX/SSX

## WA

### WA-VE

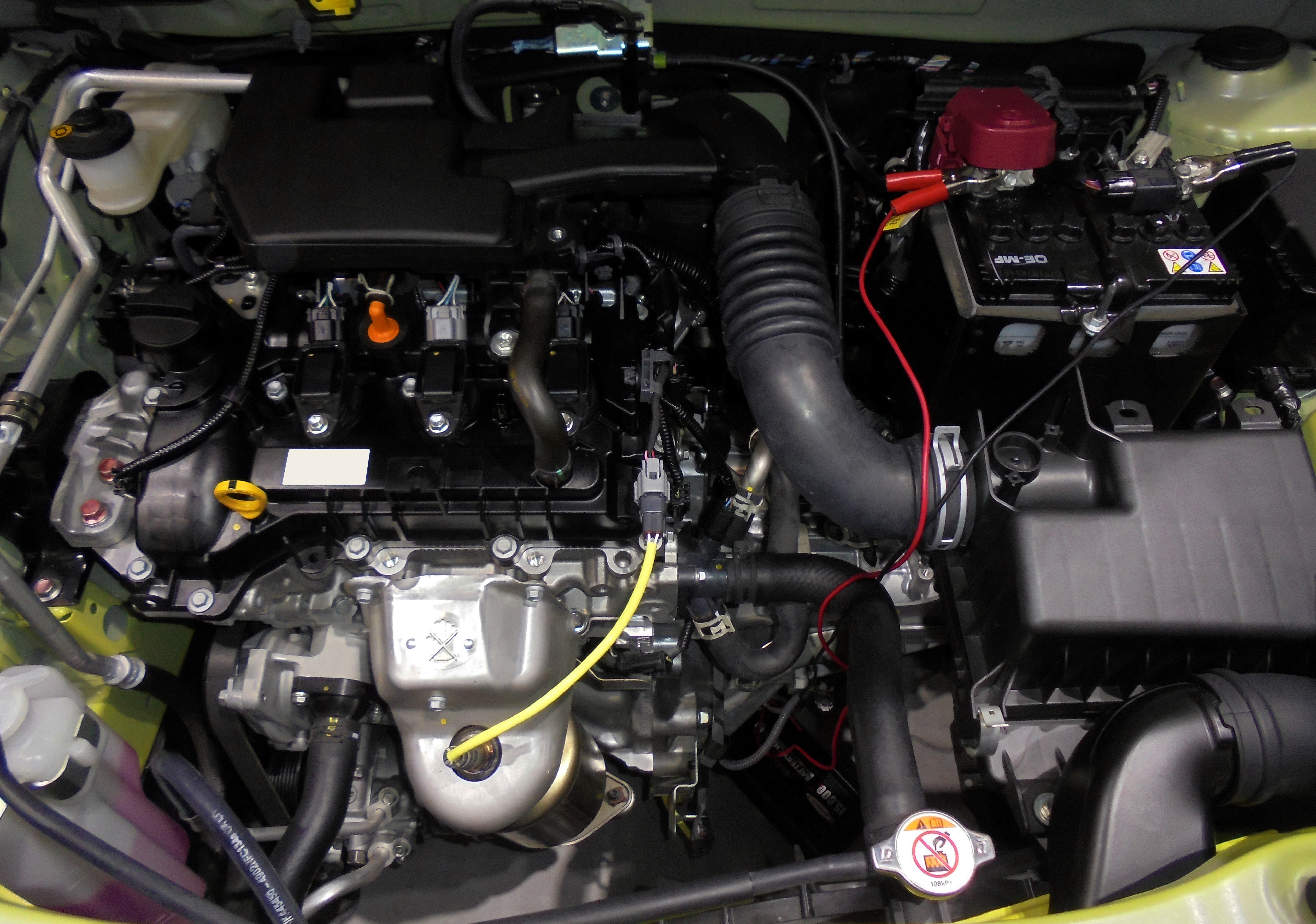
WA-VE

Серия рядных трёхцилиндровых двигателей, разработанных и производимых компанией Daihatsu.
- Рабочий объём: 1,2 л (1196 см3)
- Диаметр цилиндра x ход поршня: 73,5 мм × 94,0 мм
- Степень сжатия: 12,8:1
- Мощность: 88 л. с. при 6000 об/мин
- Крутящий момент: 113 Н⋅м при 4500 об/мин
- Применения:
  - Daihatsu Rocky/Toyota Raize/Subaru Rex (A200) (2021 — настоящее время)
  - Daihatsu Ayla/Toyota Agya (A350) (2023 — настоящее время)[15][16]

### WA-VEX
- Рабочий объём: 1,2 л (1196 см3)
- Диаметр цилиндра x ход поршня: 73,5 мм × 94,0 мм
- Степень сжатия: 12,8:1
- Мощность: 82 л. с. при 5600 об/мин
- Крутящий момент: 105 Н⋅м при 3200—5200 об/мин
- Применения:
  - Daihatsu Rocky e-Smart Hybrid/Toyota Raize Hybrid (A200) (2021 — настоящее время)[17]

## Z
Daihatsu Z — серия двухтактных бензиновых двигателей производства компании Daihatsu.

### ZA
- Годы производства: 1957—1962
- Цилиндров: 1
- Охлаждение: воздушное
- Количество карбюраторов: 1
- Рабочий объём: 249 см3
- Диаметр цилиндра x ход поршня: 65,0 мм × 75,0 мм
- Мощность: 5,9—7,4 кВт (8—10 л. с.) при 3600—4000 об/мин
- Крутящий момент: 17,6—18,6 Н⋅м при 2400—2500 об/мин
- Степень сжатия: 6,2:1
- Применения:
  - Daihatsu Midget (DK/DS/MP/MP2)

### ZD
- Годы производства: 1959—1971
- Цилиндров: 1
- Охлаждение: воздушное
- Количество карбюраторов: 1
- Рабочий объём: 305 см3
- Диаметр цилиндра x ход поршня: 72,0 мм × 75,0 мм
- Мощность: 12 л. с. при 4500 об/мин
- Крутящий момент: 21,6 Н⋅м при 2500 об/мин
- Степень сжатия: 6,2:1
- Применения:
  - Daihatsu Midget (MP3/MP4/MP5)

### ZL
- Годы производства: 1960—1966
- Цилиндров: 2
- Конфигурация: рядная
- Охлаждение: воздушное
- Количество карбюраторов: 1
- Рабочий объём: 356 см3
- Диаметр цилиндра x ход поршня: 62,0 мм × 59,0 мм
- Мощность: 17—21 л. с. при 5000 об/мин
- Крутящий момент: 27,4 Н⋅м при 3000 об/мин
- Степень сжатия: 9,0:1
- Применения:
  - Daihatsu Hijet (L/S35)[18][19]

### ZM

#### ZM
- Годы производства: 1966—1981[20]
- Цилиндров: 2
- Конфигурация: рядная
- Охлаждение: водяное
- Количество карбюраторов: 1
- Рабочий объём: 356 см3
- Диаметр цилиндра x ход поршня: 62,0 мм × 59,0 мм
- Мощность: 23—24 л. с. при 5000 об/мин
- Крутящий момент: 34,3 Н⋅м при 4000 об/мин
- Степень сжатия: 9,0:1
- Применения:
  - Daihatsu Hijet (L36/S36/37/38)[21]
  - Daihatsu Fellow (L37)[22]

#### ZM4
- Годы производства: 1970—1972
- Цилиндров: 2
- Конфигурация: рядная
- Охлаждение: водяное
- Количество карбюраторов: 1
- Рабочий объём: 356 см3
- Диаметр цилиндра x ход поршня: 62,0 мм × 59,0 мм
- Мощность: 33 л. с. при 6500 об/мин
- Крутящий момент: 36,2 Н⋅м при 5500 об/мин
- Степень сжатия: 9,0:1
- Применения:
  - Daihatsu Fellow Max (L38)

#### ZM5
- Годы производства: 1970—1972
- Цилиндров: 2
- Конфигурация: рядная
- Охлаждение: водяное
- Количество карбюраторов: 2
- Рабочий объём: 356 см3
- Диаметр цилиндра x ход поршня: 62,0 мм × 59,0 мм
- Мощность: 40 л. с. при 7200 об/мин
- Крутящий момент: 40,2 Н⋅м при 6500 об/мин
- Степень сжатия: 11,0:1
- Применения:
  - Daihatsu Fellow Max SS (L38)

#### ZM6
- Годы производства: 1970—1972
- Цилиндров: 2
- Конфигурация: рядная
- Охлаждение: водяное
- Количество карбюраторов: 1
- Рабочий объём: 356 см3
- Диаметр цилиндра x ход поршня: 62,0 мм × 59,0 мм
- Мощность: 26 л. с. при 5500 об/мин
- Крутящий момент: 34,3 Н⋅м при 4500 об/мин
- Степень сжатия: 9,0:1
- Применения:
  - Daihatsu Hijet (S37)
  - Daihatsu Fellow Buggy (L37PB)

#### ZM12
- Годы производства: 1972—1976
- Цилиндров: 2
- Конфигурация: рядная
- Охлаждение: водяное
- Количество карбюраторов: 1
- Рабочий объём: 356 см3
- Диаметр цилиндра x ход поршня: 62,0 мм × 59,0 мм
- Мощность: 31 л. с. при 6000 об/мин
- Крутящий момент: 36,2 Н⋅м при 5000 об/мин
- Степень сжатия: 9,0:1
- Применения:
  - Daihatsu Fellow Max (L38)

#### ZM13
- Годы производства: 1970—1972
- Цилиндров: 2
- Конфигурация: рядная
- Охлаждение: водяное
- Количество карбюраторов: 2
- Рабочий объём: 356 см3
- Диаметр цилиндра x ход поршня: 62,0 мм × 59,0 мм
- Мощность: 37 л. с. при 6500 об/мин
- Крутящий момент: 40,2 Н⋅м при 6000 об/мин
- Степень сжатия: 9,0:1
- Применения:
  - Daihatsu Fellow Max SS (L38)